# Gleibat El Foula
Gleibat El Foula (àrab: اكليبات الفولة, Iglaybāt al-Fūla; amazic: ⴳⵍⵉⴱⴰⵜ ⵍⴼⵓⵍⴰ) és una vila i comuna rural de la província d'Oued Ed-Dahab, a la regió de Dakhla-Oued Ed-Dahab. Segons el cens de 2014 tenia una població total de 2.190 persones